# Hainaut Volley
L'Hainaut Volley è una società pallavolistica femminile francese con sede a Valenciennes: milita nel campionato di Ligue A.

## Storia
Il club dell'Hainaut Volley è stato fondato nel 1948, anche l'attuale denominazione risale al 1996. Nel corso della sua storia ha partecipato a campionati minori, fino al 2005, quando ha ottenuto la promozione in Pro A. Dopo diversi campionati in cui si è sempre posizionato a metà classifica, nella stagione 2008-09 retrocede in National 1, a causa del terz'ultimo posto al termine della regular season. Nel 2011 conquista nuovamente la promozione in massima serie.

## Rosa 2014-2015
| N° | Nome                | Ruolo | Data di nascita   | Nazionalità sportiva |
| -- | ------------------- | ----- | ----------------- | -------------------- |
| 1  | Ludmilla Lican      | S/O   | 5 febbraio 1990   | Francia              |
| 2  | Florie Demiautte    | L     | 19 aprile 1984    | Francia              |
| 5  | Chloé Bray          | P     | 24 ottobre 1996   | Francia              |
| 6  | Caroline Clément    | L     | 17 gennaio 1995   | Francia              |
| 7  | Ariana Williams     | C     | 29 settembre 1992 | Stati Uniti          |
| 8  | Gabriella Vico      | S     | 4 dicembre 1987   | Italia               |
| 9  | Emilija Milovanović | P     | 7 agosto 1989     | Serbia               |
| 11 | Salimata Camara     | S     | 28 agosto 1993    | Francia              |
| 12 | Ksenija Ivanović    | S     | 22 maggio 1986    | Montenegro           |
| 13 | Dana Knudsen        | C     | 25 aprile 1990    | Stati Uniti          |
| 14 | Jordanne Scott      | S     | 2 ottobre 1990    | Stati Uniti          |